# USS (префикс)
USS (или U.S.S.) (на английски: United States Ship, „кораб на Съединените Щати“) е приет във ВМС на САЩ префикс за обозначаване на корабите, които са преминали официалната процедура по въвеждане в строй, наричана в англоезичните страни commissioning. До официалното влизане в строй корабът има префикс PCU (на английски: Pre-commissioning Unit, „единица преди въвеждане в експлоатация“).
След изключването от състава на флота корабът вече няма префикс в обозначението.
Обозначението на корабите и съдовете в състава на ВМС на САЩ се състои от:
- префикс (USS);
- име (ако има такова);
- бордов номер.

Например, USS Nimitz (CVN-68) означава намиращият се в състава на флота (USS) атомен самолетоносач Nimitz, с бордови номер CVN-68.
В ранния период от историята на американския флот не съществува стандартен префикс за корабите от ВМС на САЩ, едва през 1907 г. президентът Теодор Рузвелт подписва заповед 549 от 8 януари, в която се предписва названието на кораба от ВМС на САЩ да е предхождано от думите „United States Ship“, или с тяхната абревиатура „U.S.S.“ и да бъде само така.
Действащият от 1990 г. Устав (на английски: Navy Regulations) предписва:
1. Отговорността за обозначаването и класификацията на корабите и съдовете, а също така, за административни цели, на плавателните средства,… носи началник-щаба на ВМС на САЩ…
2. Намиращите се в активния състав кораби и съдове (на английски: commissioned ships) се обозначават като United States Ship или U.S.S.;
3. Окомплектованите с цивилен екипаж съдове на Командването на морските превози или други командвания, имащи статус „на активна служба“ (на английски: active status, in service),[3] се наричат United States Naval Ship или U.S.N.S.;
4. Корабите и съдовете, имащи статус „на активна служба“, но не влизащи в точка 3, получават название (ако има такова), класификация и номер на борда (например, High Point PCH-1 или YOGN-8).

— United States Navy Regulations, 1990, Article 0406.